# Атлантик-Біч (Північна Кароліна)
Атлантик-Біч (англ. Atlantic Beach) — місто (англ. town) в США, в окрузі Картерет штату Північна Кароліна. Населення — 1364 особи (2020).

## Географія
Атлантик-Біч розташований за координатами 34°42′2″ пн. ш. 76°44′27″ зх. д. / 34.70056° пн. ш. 76.74083° зх. д. (34.700682, -76.740937).  За даними Бюро перепису населення США в 2010 році місто мало площу 6,91 км², з яких 6,02 км² — суходіл та 0,89 км² — водойми.

### Клімат
| Клімат : Атлантик-Біч   | Клімат : Атлантик-Біч | Клімат : Атлантик-Біч | Клімат : Атлантик-Біч | Клімат : Атлантик-Біч | Клімат : Атлантик-Біч | Клімат : Атлантик-Біч | Клімат : Атлантик-Біч | Клімат : Атлантик-Біч | Клімат : Атлантик-Біч | Клімат : Атлантик-Біч | Клімат : Атлантик-Біч | Клімат : Атлантик-Біч | Клімат : Атлантик-Біч |
| Показник                | Січ.                  | Лют.                  | Бер.                  | Квіт.                 | Трав.                 | Черв.                 | Лип.                  | Серп.                 | Вер.                  | Жовт.                 | Лист.                 | Груд.                 | Рік                   |
| Абсолютний максимум, °C | 25,6                  | 25,0                  | 30,0                  | 33,3                  | 35,6                  | 41,7                  | 37,8                  | 36,7                  | 34,4                  | 35,0                  | 28,9                  | 26,1                  | 41,7                  |
| Середній максимум, °C   | 13,9                  | 15,0                  | 18,3                  | 22,2                  | 26,7                  | 29,4                  | 32,2                  | 31,7                  | 29,4                  | 25,0                  | 20,0                  | 16,1                  | 23,3                  |
| Середній мінімум, °C    | 1,7                   | 2,8                   | 6,1                   | 9,4                   | 15,6                  | 19,4                  | 22,2                  | 21,7                  | 18,3                  | 12,8                  | 7,8                   | 3,9                   | 11,7                  |
| Абсолютний мінімум, °C  | −17,2                 | −13,3                 | −11,1                 | −2,8                  | 1,7                   | 6,7                   | 12,2                  | 12,8                  | 5,0                   | −2,8                  | −7,2                  | −16,1                 | −17,2                 |
| Норма опадів, мм        | 137                   | 102                   | 108                   | 75                    | 118                   | 103                   | 151                   | 192                   | 164                   | 111                   | 103                   | 115                   | 1479                  |
| ----------------------- | --------------------- | --------------------- | --------------------- | --------------------- | --------------------- | --------------------- | --------------------- | --------------------- | --------------------- | --------------------- | --------------------- | --------------------- | --------------------- |
| Джерело:                |                       |                       |                       |                       |                       |                       |                       |                       |                       |                       |                       |                       |                       |

## Демографія
Згідно з переписом 2010 року, у місті мешкало 1495 осіб у 840 домогосподарствах у складі 385 родин. Густота населення становила 216 осіб/км².  Було 4935 помешкань (714/км²).
Расовий склад населення:
| - 94,4 % — білих - 0,9 % — азіатів - 0,7 % — чорних або афроамериканців - 0,5 % — корінних американців - 0,1 % — вихідців з тихоокеанських островів - 1,1 % — осіб інших рас |

До двох чи більше рас належало 2,1 %. Частка іспаномовних становила 1,5 % від усіх жителів.
За віковим діапазоном населення розподілялося таким чином: 10,2 % — особи молодші 18 років, 70,1 % — особи у віці 18—64 років, 19,7 % — особи у віці 65 років та старші. Медіана віку мешканця становила 50,0 року. На 100 осіб жіночої статі у місті припадало 115,1 чоловіків;  на 100 жінок у віці від 18 років та старших — 114,0 чоловіків також старших 18 років.
Середній дохід на одне домашнє господарство  становив 54 800 доларів США (медіана — 41 622), а середній дохід на одну сім'ю — 72 316 доларів (медіана — 55 036). Медіана доходів становила 37 083 долари для чоловіків та 41 188 доларів для жінок. За межею бідності перебувало 14,6 % осіб, у тому числі 14,5 % дітей у віці до 18 років та 2,0 % осіб у віці 65 років та старших.
Цивільне працевлаштоване населення становило 884 особи. Основні галузі зайнятості: освіта, охорона здоров'я та соціальна допомога — 19,0 %, мистецтво, розваги та відпочинок — 18,6 %, роздрібна торгівля — 16,3 %.